# 埃爾姆格羅夫鎮區 (北達科他州大福克斯縣)
埃爾姆格羅夫鎮區（英語：Elm Grove Township）是位於美國北達科他州大福克斯縣的一個鎮區。

## 地方資料
埃爾姆格羅夫鎮區的面積為94.47平方千米，皆為陸地。根據2020年美國人口普查的數據，當地共有人口122人，而人口密度為每平方千米1.29人。